# 史學方法

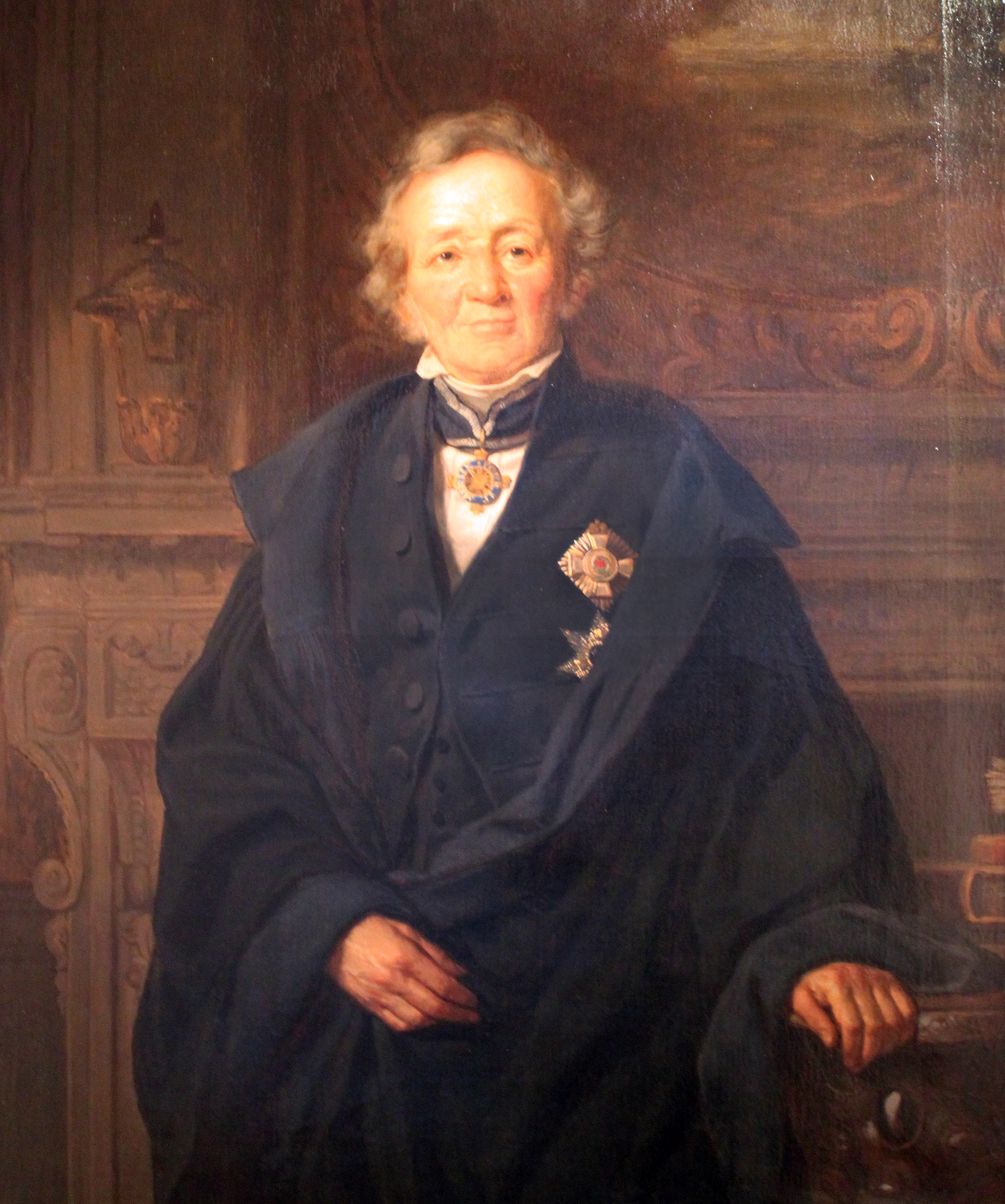
利奧波德·馮·蘭克（1795年－1886年），十九世紀德意志邦聯出身的歷史學家，提倡「如實直書」的概念、致力將歷史研究科學系統化，後世有「科學的歷史之父」雅譽。

史學方法（英語：Historical method）為歷史研究的方法學，目前廣義分作三項方法：第一，「學習證據分類」、第二，「收集證據」、第三，「傳達證據」；綜合上敘方法，將羅列的證據書寫成文章，用以描述歷史事件、或討論歷史議題等，被視為歷史學者的基本學識與技能。不過，除了上敘史學方法之外，其餘尚有其他較具爭議的因素，難以做概括性統一論述。:39-43

## 簡介

### 起源與背景
史學方法首倡於歐洲。十七世紀，歐洲興起一波「科學革命」，西方思想界冀望在各界都發展一套認識自然或社會規律的方法，例如物理學界有牛頓的成就做代表，又或者經濟學界亦有亞當斯密的《國富論》，「普遍理性」的思維也開始在人文學科發酵，於是在十八世紀「啟蒙運動」期間，便將這套重視理性分析與科學方法的模式運用在歷史研究之中，在十九世紀集其大成，並以「蘭克史學」為代表，歷史哲學家開始認為，歷史文明的進化和自然科學一樣，都有一套通則。:73-79、6-7
同時，十九世紀的史學家普遍延續十八世紀啟蒙運動時期人們的想法，認為文明發展是持續進化的「進步史觀」，而歐洲則是全世界最進步的地方，所以當時西方歷史編撰者，不乏以文明與民族國家的優越意識進行歷史研究，「蘭克史學」的興起背後便是「民族即國家」思潮的反應之一；這套思維模式後來傳播到非西方世界，以中國而言最具代表性的例子，便是清末民初之際，學者梁啟超、章太炎的史學論述，常被評述帶有民族主義的色彩。:7-9（也包括錢穆的《國史大綱》:118-119）

### 影響
在十九世紀前的歷史著作，歐洲的歷史學者大多為「業餘」出身，比如修昔底德《伯羅奔尼撒戰爭史》或塔西佗《編年史》，多強調敘述而少見分析，側重單一事件、凸顯個人英雄主義，以及華麗的詞藻、營造戲劇性衝突的鋪陳，造成早期歷史著作常有文學化的現象（東方司馬遷《史記》也常見文學化的敘述手法）。直到十九世紀之後，開始有一批職業歷史學者出現，蘭克更進一步提出「如實直書」的名言，他們的研究成果建構在十五至十八世紀期間重視學術思維、科學考證的基礎上，當代「專題論文」的型式也在十九世紀出現；歷史學科也從原本的人文主義傳統，開始有現今科學化、專題化的傾向。:11-15:17-19、8

## 選擇主題
在進入史學研究方法之前，首先便是要決定研究者自身要研究的主題。主題的難度取決於研究者的身分（高中生或者碩、博士生），主題有時由指導者（教授、老師）指派，有時由研究者自行尋找，然而不論是何種題目，其主題的選擇仍可按下列幾個方向來索驥：:43-45
1. 對於主題所需要的材料（參考書籍、論文等），確定自己具備收集的能力或財力。
2. 研究者自身感到有趣。
3. 題目設計範圍不宜過大，例如「過大的疆域」、「過長的年代」；由於過大範圍的描述性文章往往是各家報導的拼貼複製，訓練不到研究者分析與寫作的深度，所以對研究者而言，題目往往是越精細越容易處理。
4. 不要挑選你沒有能力處理的題目；例如牽涉語言學、數學等專業知識背景，或者需要資訊處理等專業技術的題目。
5. 先從大主題發想，將大主題具備可拆成數個子議題的方向來設計題目；茲以美國十九世紀的「南北戰爭」為研究題目為例，可將〈南北戰爭〉細部議題拆分→〈南北戰爭中的火炮〉→〈南北戰爭中聯邦軍隊的火炮〉→〈南北戰爭中聯邦軍隊的火炮彈藥〉→〈南北戰爭中聯邦軍隊火炮彈藥的生產〉→〈南北戰爭中勞工問題和聯邦軍隊火炮彈藥的生產〉→〈南北戰爭中熟練勞工短缺和聯邦軍隊火炮彈藥的生產〉）
6. 注意現實上的侷限性，例如研究對象或題目涉及非法等不道德行為（例如走私、搶劫、販毒），往往參與者有隱匿企圖，查證困難，可信度也有疑慮。

## 研究方法
研究過程之中，對證據本身進行各類探究也是必要的步驟：

### 證據分類
1. 事件見證者或參與者所製作的材料（後者若以工藝史為例便是流傳現世的金幣或農具），若是單一事件，除採訪當時見證者或參與者的口白、文字（現今有影音）等紀錄，若當事者已過世，則可請問其家人或街坊鄰居，有否聽對方談及事件的回憶，這類證據稱為「當代材料（英語：contemporary materials）」，若有經行整理的則是「研究論文」。當研究者參考「當代材料」或「研究論文」時，必須思慮這類材料提供者的年齡、性別、種族或身分背景，以及進行這份材料收集的動機，上敘因素在寫陳述或觀察時，皆難免會摻著有意識或無意識的偏見下筆。[1]:75-76
2. 證據又可分「文獻（英語：document）」和「其他」。學院中的歷史學者往往訓練以處理「文獻」為主，「其他」多為特例；研究早期文獻，必須花費大量時間閱讀不同文明的文字或符號，手寫文件也有研究上的困難，例如常常遇到拼說讀寫糟糕、字跡潦草，意義不明的縮寫符號等，而在亞熱帶的紙張又常有保藏困難的問題；又以當今社會而言，因訊息爆炸，文獻大量生產，具可複製性，傳播速度大幅提升，資料處理技術顯然不及文獻製造速度。[1]:77-82

### 收集證據
收集證據尚處於研究的早期階段，在搜羅證據之前，若有縝密的規劃，且查找過程中有做紀錄，對於後期的分析工作也可提升效率：:91-121
- 圖書目錄、書目指南
- 參考書的注腳、分析
- 政府出版品
- 報刊雜誌（學術期刊、通俗雜誌、報紙等）
- 博士論文
- 手稿專案
- 會議記錄
- 錄音、影像檔案

### 使用證據
在充分使用證據之前，必須先進行「外部考證（英語：external criticism）」與「內部考證（英語：internal criticism）」，前者判斷證據的真偽，後者決定證據的可靠性。「外部考證」在判斷證據真偽前，不少須仰賴現代科技來輔助，這項技術從文藝復興時期開始發展，也由於技術限制，「外部考證」較少由研究初學者處理。:143即便如此，大多數專業歷史學者仍鮮少進行「外部考證」，「外部考證」最大目的在於避免使用偽證，確定證物的版本有無偽造、竄改、殘缺、剽竊，確定證物權威性以及年代日期，事實上外部考證和內部考證之間有許多疊合之處，例如由外部考證鑑定出來的作者或日期，也是內部考證處理文獻意義時，需要使用的佐證。:144

#### 外部考證
鑑定作者的年代時期是外部考證一項重要目的，它在實際執行起來比想像中繁複，一般而言有三種方式：:145-148
| 方式         | 釋義                                       | 舉例 |
| ------------ | ------------------------------------------ | --- |
| 內容分析     | 查找內文有無不符合標註時空背景的敘述       | - 某某人在十四世紀使用「美利堅」這項詞彙。 - 信仰、戰役、建築風格也可以作為提示。                         |
| 多件證據比較 | 把文獻與同時代其他文獻拿來進行寫作風格比較 | |
| 證據物質特性 | 檢查證據的物質特性，是否符合敘述年代       | - 論文紙張是羊皮紙或羔皮紙。 - 墨水、紋章在近代已可用化學或光譜學，分析其色彩、光澤、顆粒、水印和重量等。 |

在史學漸趨專業化的現代，外部考證的鑑定通常會委由其他領域的專家，諸如語言學（linguistics）、古文字學（paleoaraphy）、碑文學（epigraphy）、古文獻學（diplomatics）、印章（seals）、紋章學（heraldry）、家譜學（generalogy）、古錢幣學（numismatics）、編年史（chronology）。:155-160

#### 內部考證
內部考證的目的確定證據的考靠程度，判讀寫作者的真實意圖，即便是企圖說謊、顛倒事實，歷史學者必須判讀文字背後的意圖，通常透過「上下文規則」來理解文獻用詞的「字面涵義」以及「實際涵義」，例如作者使用該詞彙，是拐彎抹角或是冷嘲熱諷；語意也會隨著時間和空間出現變化，例如「自由人」一詞，在當代指不受奴役的人，但在十七世紀的美國康乃狄克州，「自由人」則僅指享有民事權和政治權階層的人。:163-165
內部考證往往需要從觀察報導的細節開始培養，但報導文章中很多時候仰賴證人（被採訪者）的口述，於是證人本身不論是體能性質或社會性質都必須被檢驗；以「體能」而言，證人的視覺、聽覺能力，有無服用藥物的習慣，年紀或噪音等等，事件當下的注意力集不集中，都會對他的觀察力產生影響；若以「社會性質」言之，則牽扯到見證人對觀察主題的理解程度，譬如理不理解當地的語言、熟不熟悉當地的風俗，所以當西班牙人以征服者姿態入侵美洲大陸時，他們針對印地安人的行為和文化的記錄上，錯誤層出不窮。:166-169

##### 考證建議
以下提供一些內部考證的建議，研究者不必照單全收，但仍可幫助研究者初步判讀：:180-181
- 陳述文句的真正涵義和字面涵義不同與否。
- 參考文獻作者的報導能力。（是否匹配足夠的學識、了解當地的語言風俗、以及寫作的情境，有否遭到祕密警察監視？）
- 檢視報導者寫作的日期，工作的單位，讀者的取向，以及是否有充足的寫作時間或者記錄工具。
- 文獻中是否有自相矛盾的敘述？
- 文獻中是否有與常識或現實相悖的陳述？（例如違背人類常理）
- 審視研究者自身有無偏見，會否影響自己對於寫作者的看法？
- 若有疑問，最好一邊參酌其他參考資料。
- 文獻作者的可信度多少？有無需要再另行確證？

## 分析方法
出現於寫作後期，大量收集證據之後，必須經過適當的修改以及刪減，才能進行分析、詮釋，最後提出綜合性的結論，這部分亦是歷史研究之中最困難的章節，以下提供一些關於「分析」提綱性的建議，內容瑣碎，也不乏功能重疊的部分：:185-204
| 方式         | 釋義 | 舉例 |
| ------------ | --- | --- |
| 分析         | - 藉觀察單一主題，將問題分隔成細小部分進行研究。 | 「墨西哥城在殖民時期玉米供需價位與運輸成本之間的關係？」 - 氣候影響（雨季、旱季、河床乾涸影響行走難度﹚ - 運輸成本（人工、牲口、過路費、橋費、護衛費、住宿費） - 地形因素（坡度、海拔、路徑、植被） |
| 假設         | - 嘗試對歷史事件或現象，提出假設性的解釋，再去尋找佐證假說的線索或證據。 | 「為何主人會毒打奴隸致死或傷殘？」 - 法律對主人不具威懾性？ - 主人自身恐懼及貪婪的反應？ |
| 偏見與主觀   | - 歷史學者的種族、經驗、信仰、性別和態度，都會影響到歷史學者對歷史的解釋， 歷史學者必須有所自覺且願意去討論對立的觀點。                                                                                         | 「西班牙內戰中，歷史學者曾經對將領是否能因部下功勞、獲得榮譽之事，進行辯論。」 - 反應出大部分的軍事史學者，本身並無參軍或上戰場的實際經驗，基本上不存在公正分析軍事問題的能力。                     |
| 關聯性與選擇 | - 設定主題，並在主題的框架選擇證據、檢驗證據。 | 「研究英國十九世紀初工廠使用童工的問題？」 - 選擇與事實相關的證據：法律、社會狀況 - 選擇與數據相關的證據：成人的工作條件、教育設施                                                                  |
| 最終綜合     | | |
| 解釋         | - 找出人類事件的因果關係。 - 符合研究者個人價值觀或主張。 | - 瘟疫中死亡的人口對於經濟蕭條的影響。 - 瘟疫的發生是否是人類觸怒上帝？ |
| 強調         | - 研究者在寫作時，應反覆強調他的論點， 包括進行解釋、蓋括或整理的各個章節之中。 | |
| 排列         | - 亦即排列或者集合證據，廣義的「解釋」。 | - 書寫「英國推行普選制度」，常常使用「時期序列化」的表現方式，進行介紹或論點的闡述。 |
| 推理         | - 常見於史料殘缺的狀況。 - 利用不完全相關的史料，進行推論。 - 史學家必須利用各種篩選或者組合來歸納「動機」，某方面而言，這是一個「創造」事實的過程。 - 牽涉「推論」越多，代表佐證的史料越少，錯誤的可能性越高。 | 「哥倫布進行航行的動機？」 - 尋找日誌 - 研究當時知識分子以及菁英的價值觀思維 |

### 傳達證據
研究者花費大量心力進行證據收集、繁複的考證，以及歸納分析之後，能否以「清晰、有力、典雅」的方式表達給他的讀者，這便有賴寫作、修改的訓練；在寫作上，可以設定幾項提綱式的技巧建議，但請謹記，寫作上所需的技巧遠不止於此：:211-235
1. 大綱：調整文章組織結構，擬定好章節。
2. 草稿：一篇好的論文或著作幾乎是修改兩次以上的草稿。
3. 有效寫作－句子與段落：讓每一句的句子都有存在的意義。段落則建議同一段落都敘說同一主，且最好做到「首尾呼應」，亦即第一段和最後一段的總結文意能互相呼應。
4. 有效寫作－用字：用字精確為第一要務，少用修飾詞彙、以及具時效性的流行語或者情緒性字眼，敘述文句避免重複，謹慎使用「但是」、「然而」、「儘管」、「此外」等連結詞。
5. 有效寫作－文法、用法：多用第三人稱寫作（例如自稱「筆者」，而非「我」），表達文句少用隱含「性別歧視」、「種族歧視」的情境，並注意「標點符號」用法。
6. 引文：引文字數以最小限度為佳。作者必須要闡釋引用該段引文的意義。引文前後應使用符號，並標明出處。
7. 譯文：不論是各種語言翻譯，譯文最重要是精確表達意義，故「意譯」的重要性遠大於「音譯」。

## 註腳、文獻目錄
在歷史研究或者其他專業領域的著作，不上註腳或註釋便無法獲得事實檢驗，所以註腳與文獻目錄對於學術研究的重要性不言而喻，而各個國家對於註腳的形式和規定不一而足，在發表研究的文章中，仍要端看各國家或者出版機構，對此是否有不同的規定。:237-239

## 反思
中國史研究學者嚴耕望對於當今學者使用西方社會科學理論和方法研究中國歷史，秉持非常肯定的態度，但他對於過度套用「模式」、「理論」、「體系」的角度治史，則懷有疑慮，大有先射箭再畫靶研究之感，社會科學的研究方法確實是一項良好的輔助工具，但是歷史研究始終是要自己從史料蒐羅，建構出自己的一套觀點，而非一昧盲目濫用理論與模式。:44-48